# Khánh Yên Thượng
Khánh Yên Thượng là một xã thuộc huyện Văn Bàn, tỉnh Lào Cai, Việt Nam.
Xã Khánh Yên Thượng có diện tích 27,67 km², dân số năm 1999 là 3.499 người, mật độ dân số đạt 126 người/km².

## Lịch sử
Ngày 8 tháng 3 năm 2024, UBND tỉnh Lào Cai ban hành Quyết định số 431/QĐ-UBND về việc công nhận đô thị Khánh Yên là đô thị loại V.